# 帝国主义是资本主义的最高阶段
《帝国主义是资本主义的最高阶段》（俄语：Империализм как высшая стадия капитализма）由俄国革命家列宁所著，中文又简称为《帝国主义论》。

## 背景
列宁从1915年中开始，在瑞士伯尔尼研究有关帝国主义的问题（在这期间所作的摘录、提要、笔记于1939年以书名《关于帝国主义的笔记》在苏联首次出版，可见《列宁全集》第2版第54卷）。1916年1月列宁开始撰写《帝国主义是资本主义的最高阶段》，2月移居苏黎世继续撰写此书，6月完稿。1917年9月，这本书用《帝国主义是资本主义的最新阶段（通俗的论述）》书名在彼得格勒出版，书中附有列宁回国后写的序言。列宁于1920年7月为法文版和德文版写了序言。德文版于1921年出版，法文版于1923年出版。本书早在1920年代就有了中译本。

## 内容
列宁有关帝国主义的分析，受到了英国经济学家約翰·阿金森·霍布森1902年著作《帝国主义》和奥地利马克思主义者鲁道夫·希法亭的影响。
列宁如此定义帝国主义：“帝国主义是发展到垄断组织和金融资本的统治已经确立、资本输出具有突出意义、国际托拉斯开始瓜分世界、一些最大的资本主义国家已把世界全部领土瓜分完毕这一阶段的资本主义。”指明资本主义已经发展到帝国主义阶段。

## 影响
在世界体系理论和依附理论，能看到列宁在本书中的论述的影响。